# 拱掌鎮區
拱掌鎮區，原译功章镇区，是緬甸撣邦果敢自治区下轄的一個鎮區。它的治所位於拱掌。
拱掌鎮區現為緬甸民族民主同盟軍治下的缅甸联邦第一特区實際統治，现分属西山區小街乡、興旺區、紅星區。

## 延伸閱讀
- Topo Map of Kokang Self-Administered Zone - Mimu （页面存档备份，存于）
- Shan (North) State, Myanmar - Mimu
- Konkyan Township - Shan State - Mimu （页面存档备份，存于）